# Хромец
Хромец је насељено место у саставу општине Ђурманец у Крапинско-загорској жупанији, Хрватска. До територијалне реорганизације у Хрватској налазио се у саставу старе општине Крапина.

## Становништво
На попису становништва 2011. године, Хромец је имао 444 становника.

## Попис1991.
На попису становништва 1991. године, насељено место Хромец је имало 473 становника, следећег националног састава:
| Попис 1991.‍ | Попис 1991.‍ | Попис 1991.‍ | Попис 1991.‍ | Попис 1991.‍ |
| ----------- | ----------- | ----------- | ----------- | ----------- |
|             |             |             |             |             |
| Хрвати      | Хрвати      |             | 462         | 97,67%      |
| Словенци    | Словенци    |             | 8           | 1,69%       |
| непознато   | непознато   |             | 3           | 0,63%       |
| укупно: 473 |             |             |             |             |